# 730'erne f.Kr.
Århundreder: 9. århundrede f.Kr. – 8. århundrede f.Kr. – 7. århundrede f.Kr.
Årtier: 780'erne f.Kr. 770'erne f.Kr. 760'erne f.Kr. 750'erne f.Kr. 740'erne f.Kr. – 730'erne f.Kr. – 720'erne f.Kr. 710'erne f.Kr. 700'erne f.Kr. 690'erne f.Kr. 680'erne f.Kr.
År: 739 f.Kr. 738 f.Kr. 737 f.Kr. 736 f.Kr. 735 f.Kr. 734 f.Kr. 733 f.Kr. 732 f.Kr. 731 f.Kr. 730 f.Kr.

## Begivenheder
- 733 f.Kr.: Den græske bystat Korinth grundlægger byen Syrakus på Sicilien